# Centros de Navegación Binacional de Saramiriza y Pijuayal
Los Centros de Comercio y Navegación Binacional (Cecona) de Saramiriza y Pijuayal, que se ubicarán sobre el río Amazonas, en el Departamento de Loreto, República del Perú, forman parte del Tratado de Comercio y Navegación del acuerdo definitivo de paz entre Ecuador y Perú suscrito en 1998 por los respectivos jefes de Estado Jamil Mahuad y Alberto Fujimori.

## Antecedentes
Tras la firma del Protocolo Paz, Amistad y Límites suscrito en la ciudad de Río de Janeiro el 29 de enero de 1942, varios meses después de lo que la historiografía ecuatoriana denomina Invasión peruana de 1941 y Perú denomina Guerra peruano-ecuatoriana, la declaración de inejecutabilidad de dicho tratado por parte del presidente ecuatoriano José María Velasco Ibarra en 1950 y los conflictos bélicos de Paquisha de 1981 y la Guerra del Cenepa de 1995, ambos países mantuvieron una gran divergencia en cuanto a sus hitos limítrofes.

## Acuerdo de Itamaraty
Uno de los puntos que incluyó la firma del tratado de paz de Brasilia fue el reconocimiento de la soberanía peruana sobre los territorios en litigio como Tiwintza, sector de Lagartococha, Güeppi, y la cuenca del río Cenepa según dicho acuerdo. De manera simbólica, Perú otorgó como propiedad privada un kilómetro cuadrado de dicha zona, además de la concesión durante cincuenta años renovables de dos terrenos de 150 hectáreas en la margen del río Marañón, para la construcción de dos centros binacionales de navegación, punto basado en la pretensión amazónica que Ecuador mantiene con base legal en la Cédula Real de 1563, cuando constituyó la Real Audiencia de Quito dentro del Virreinato de Lima, cuyos límites fueron establecidos tras el descubrimiento del río Amazonas en 1542, por parte de una expedición quiteña encabezada por Francisco de Orellana.

## Contraste peruano y ecuatoriano al acuerdo
El 26 de octubre, día que se dio el Acta de Brasilia firmaron en Brasilia el acuerdo que sellaba la paz y ponía fin al conflicto de fronteras que desde hace más de cinco décadas ha enfrentado en numerosas ocasiones a ambos países. La decisión de los garantes confirma que el límite entre ambos países pasa por las altas cumbres de la cordillera del Cóndor, este límite fue establecido en el protocolo de Río de Janeiro, pero nunca pudo ser demarcado porque Ecuador argumentaba que era "inejecutable", debido a que la frontera indicada no coincidía con la realidad geográfica. El acuerdo firmado confirmaba la postura peruana.
Razón de esto se produjeron protestas y desacuerdos de ambos países que no quedaron conformes con el Acuerdo. Para algunas personas de ambos países el fallo de los garantes los perjudicó en materia territorial. Del lado peruano se cuestiona la concesión de 1 km² de Tiwinza (De 20 km² de totalidad) al Ecuador (Concesión hecha como «propiedad privada» sin soberanía y solo para realizar actos conmemorativos y no militares); en Ecuador, en cambio, se argumenta que se ha “consumado una nueva desmembración territorial” y se habla de que el 26 de octubre será recordado como “Día de duelo nacional” pero finalmente  ambos países llegaron a un entendimiento luego de muchos años de diferencias y conflictos.

## Actualidad
En 2018, tras varios años de postergación del proyecto, un equipo interinstitucional ecuatoriano se desplazó hasta Pijuayal para establecer los linderos del terreno donde funcionaría el primer Cecona, según informaron autoridades de Cancillería, Ministerio de Defensa e Instituto Geográfico Militar del Ecuador, previo al Gabinete Binacional y Encuentro Presidencial entre Lenín Moreno y Martín Vizcarra efectuado en Quito el 25 y 26 de octubre de ese año, en donde además de destacar la delimitación de linderos, se revisaron otros proyectos de integración fronteriza como el desminado final de las antiguas zonas no delimitadas, el proyecto binacional de irrigación Puyango-Tumbes.